# San Asensio
San Asensio es una localidad y municipio español, situada al norte de la comunidad autónoma de La Rioja (España), en torno al valle del Ebro y el valle del Najerilla, sobre un cerro.
Su actividad económica se centra principalmente en la viticultura y la elaboración de vinos de calidad dentro de la Denominación de Origen Calificada Rioja. Se considera la "cuna del clarete, en torno al cual se realiza como festejo una incruenta batalla en el mes de julio.

## Entorno geográfico
Integrado en la comarca de Rioja Alta, se sitúa a 35 kilómetros de Logroño. El término municipal está atravesado por la Autopista Vasco-Aragonesa (AP-68) y por la carretera nacional N-232, entre los pK 435 y 440, además de por una carretera local (LR-208) que se dirige hacia Nájera. 
El relieve del municipio está definido por la ribera derecha del río Ebro,  y por paisaje predominantemente llano pero con elevaciones y páramos aislados. El río Najerilla hace de límite con Cenicero y Uruñuela por el este. La altitud oscila entre los 610 metros al sur y los 420 metros a orillas del Ebro.  El pueblo se alza a 535 metros sobre el nivel del mar. El municipio limita al norte con San Vicente de la Sonsierra; al este con Torremontalbo y Cenicero; al sur con Uruñuela, Hormilleja, Nájera y Hormilla; y al oeste con Briones. Cuenta con unas lagunas denominadas "Lagunas Salinas".
| Noroeste: San Vicente de la Sonsierra | Norte: San Vicente de la Sonsierra           | Noreste: Baños de Ebro (Álava) |
| Oeste: Briones                        |                                              | Este: Torremontalbo y Cenicero |
| Suroeste: Hormilla                    | Sur: Hormilla, Nájera (exclave) y Hormilleja | Sureste: Uruñuela              |

## Historia
La primera constancia documental de la villa aparece en una donación de García Sánchez "el de Nájera" al Monasterio de Santa María la Real de Nájera realizada en 1052.

Sanctum Salvarorem de Ascensio cum omnibus suis pertinentiis

La historia de San Asensio está muy ligada a la de Davalillo. Así Prudencio de Sandoval incluye en su obra Historia de San Millán un privilegio dado en 1096 por Sancho el Bravo, en la que aparece el traslado de los habitantes de Davalillo a San Asensio, lo cual parece no ser cierto, ya que o muchos vecinos siguieron viviendo en Davalillo o bien por ese nombre se conocía también a San Asensio, ya que en las Cortes de Castilla celebradas en Burgos en 1315, figura Martín Pérez como procurador de "Davalillo" y el 6 de agosto de 1358 se reunieron en Haro la junta de los principales pueblos próximos, entre los que constaba Davalillo y no San Asensio, para unirse y auxiliarse contra los malhechores o poderosos, formando las Ordenanzas.
La villa perteneció a la junta de Valpierre y era de realengo.
En 1790 San Asensio fue uno de los municipios fundadores de la Real Sociedad Económica de La Rioja, la cual era una de las sociedades de amigos del país fundadas en el siglo XVIII conforme a los ideales de la ilustración.

## Comunicaciones
| LR-208 | Esta carretera comunica la localidad con Nájera por el sur y enlaza por el norte con la N-232, permitiendo dirigirse hacia Logroño o Vitoria. |

La autopista AP-68 pasa por el municipio, pero no tiene acceso desde este.

## Geografía humana

### Demografía
Cuenta con una población de 1099 habitantes (INE 2024).
| Gráfica de evolución demográfica de San Asensio entre 1842 y 2021                                                     |
| |
| Población de derecho según los censos de población del INE. Población de hecho según los censos de población del INE. |

## Gentilicio
Además de como sanasensianos, se les conoce como "peroleros" por la antigua costumbre de comer en los cultivos de la zona llevando la comida en un perol.

## Administración
| Periodo   | Nombre                                    | Partido                        |
| --------- | ----------------------------------------- | ------------------------------ |
| 1979-1983 | Yago Manzanedo / Jesús Ángel Gómez García | Agrupación de electores / PSOE |
| 1983-1987 | Jesús Ángel Gómez García                  | PSOE                           |
| 1987-1991 | Jesús Ángel Gómez García                  | PSOE                           |
| 1991-1995 | Mª Teresa Corres Martínez                 | PP                             |
| 1995-1999 | Ángel Mª Ugarte Espinosa                  | PRP                            |
| 1999-2003 | Juan Rafael Puras León                    | PSOE                           |
| 2003-2007 | Alfonso García Hernández                  | PP                             |
| 2007-2011 | Alfonso García Hernández                  | PP                             |
| 2011-2015 | Alfonso García Hernández                  | PP                             |
| 2015-2019 | Juan Francisco Blanco Zalvidea            | PSOE                           |
| 2019-2023 | Juan Francisco Blanco Zalvidea            | PSOE                           |

## Lugares de interés

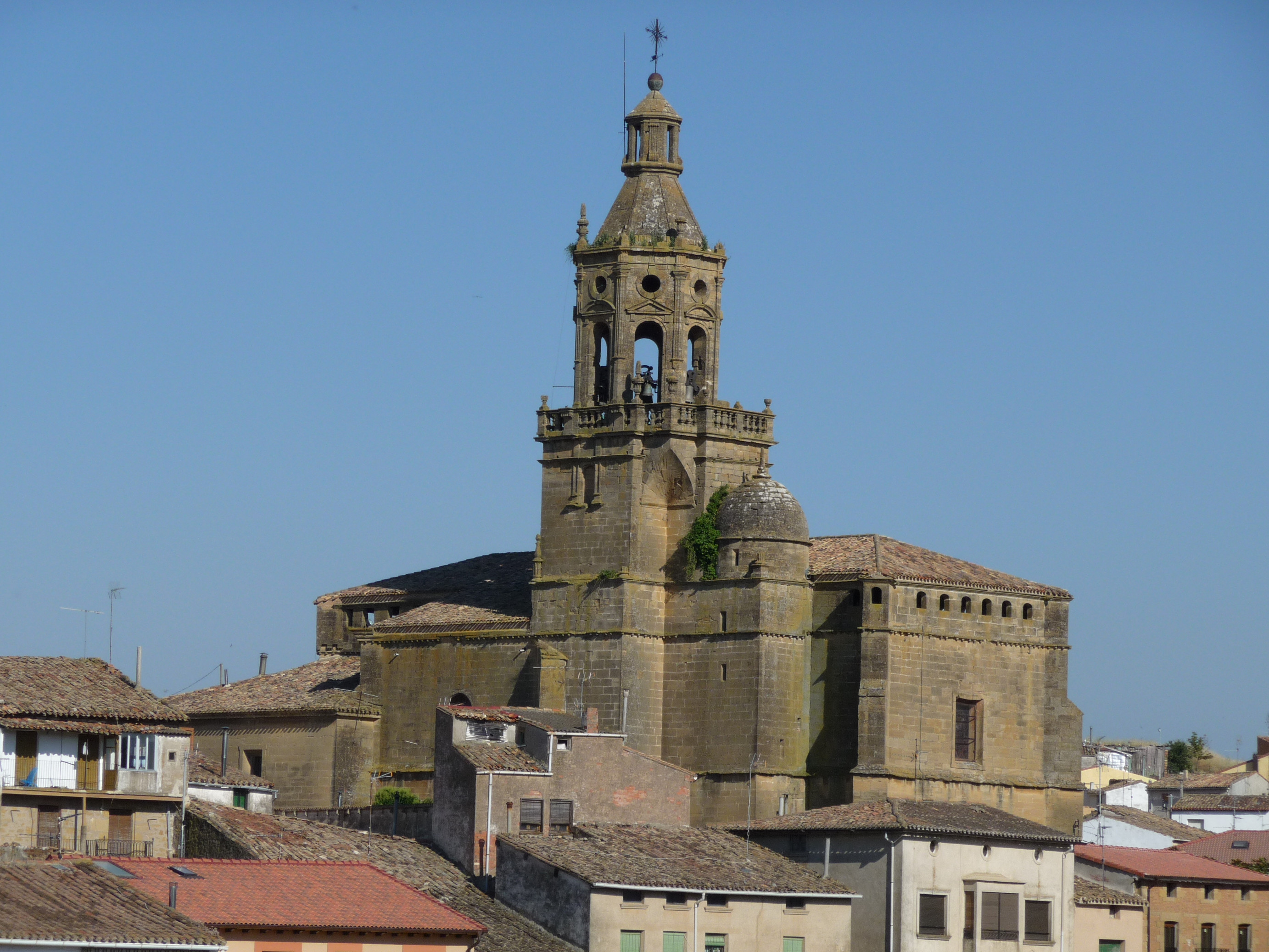
Iglesia de la Ascensión.

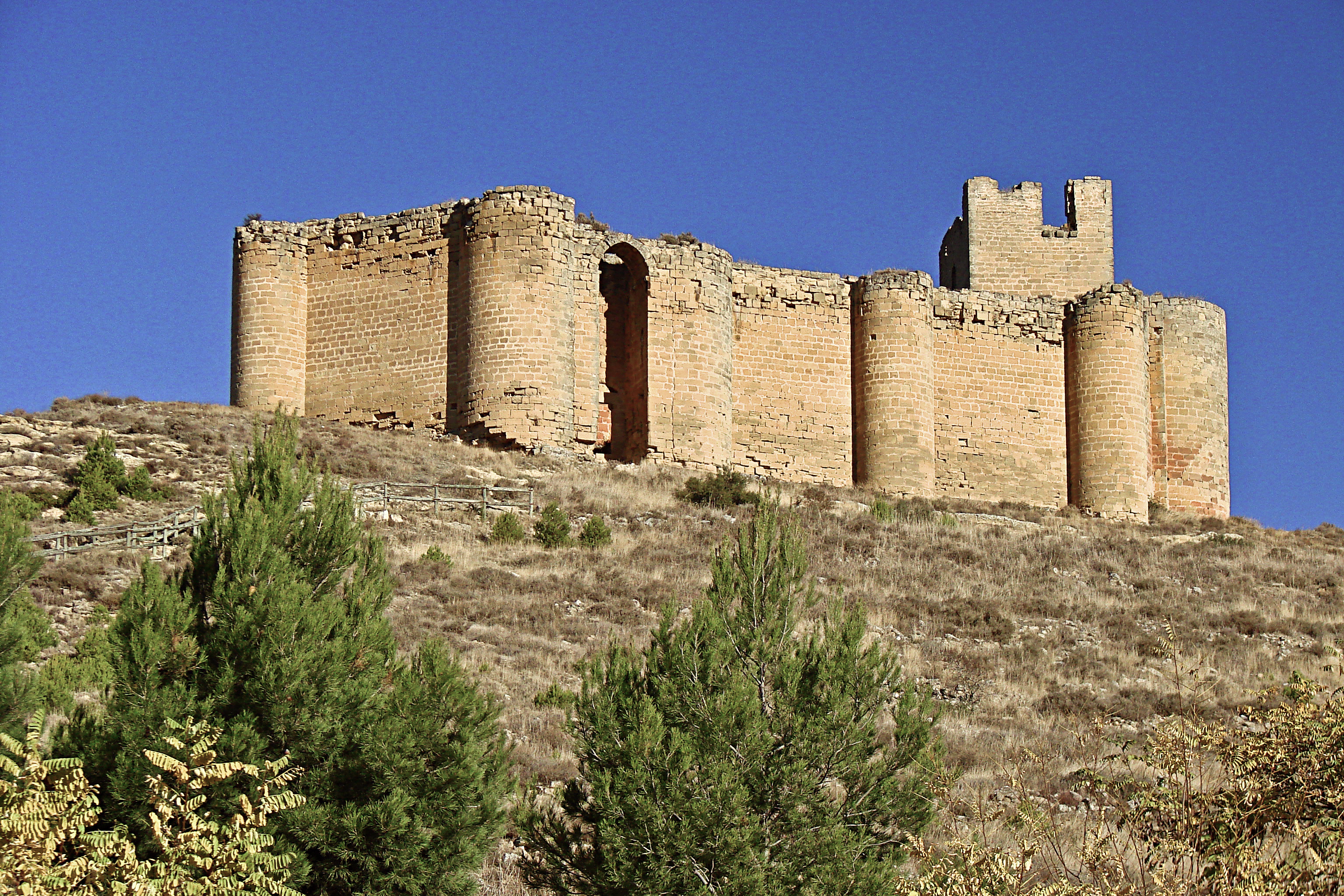
Castillo de Davalillo.

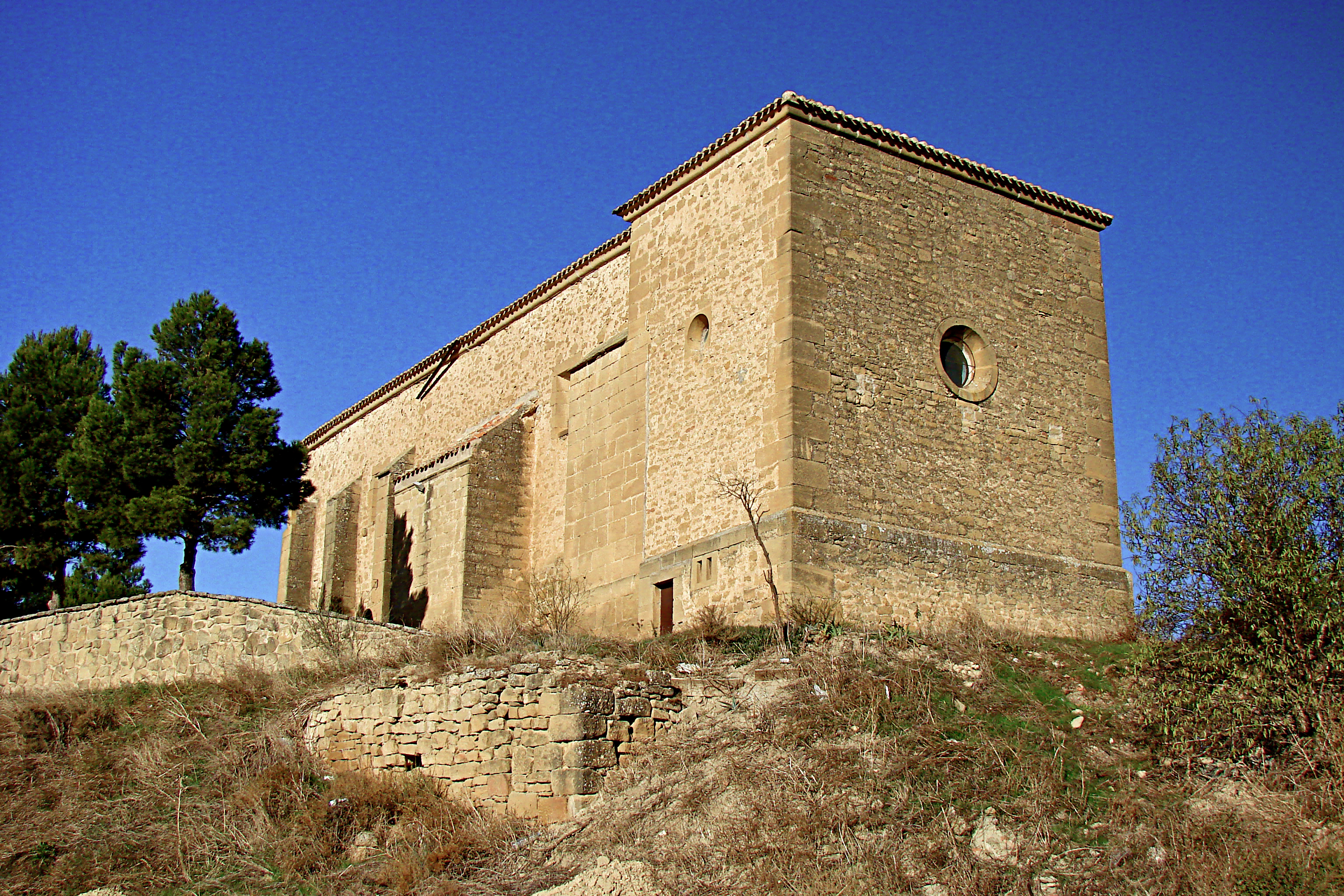
Ermita de Davalillo.

### Edificios y monumentos
- Iglesia de la Ascensión: su construcción comenzó a finales del siglo XV. Cerca del 1520 se realizó casi toda el buque, reutilizando materiales románicos. A mediados del siglo XVI se realizaron los muros de la nave y la escalera, colocándose la cúpula y construyendo el segundo cuerpo de la torre.
- Santuario de Santa María de la Estrella: Conjunto de santuario y monasterio, se encuentra situado en el norte del municipio y fue construido en el siglo XV por la Orden de San Jerónimo. Actualmente regentado por los Hermanos de las Escuelas Cristianas (Lasalianos).
- Castillo de Davalillo
- Racimo en honor al vino: escultura de cuatro toneladas y media de acero, diseñada por Agustín Ibarrola.[4]

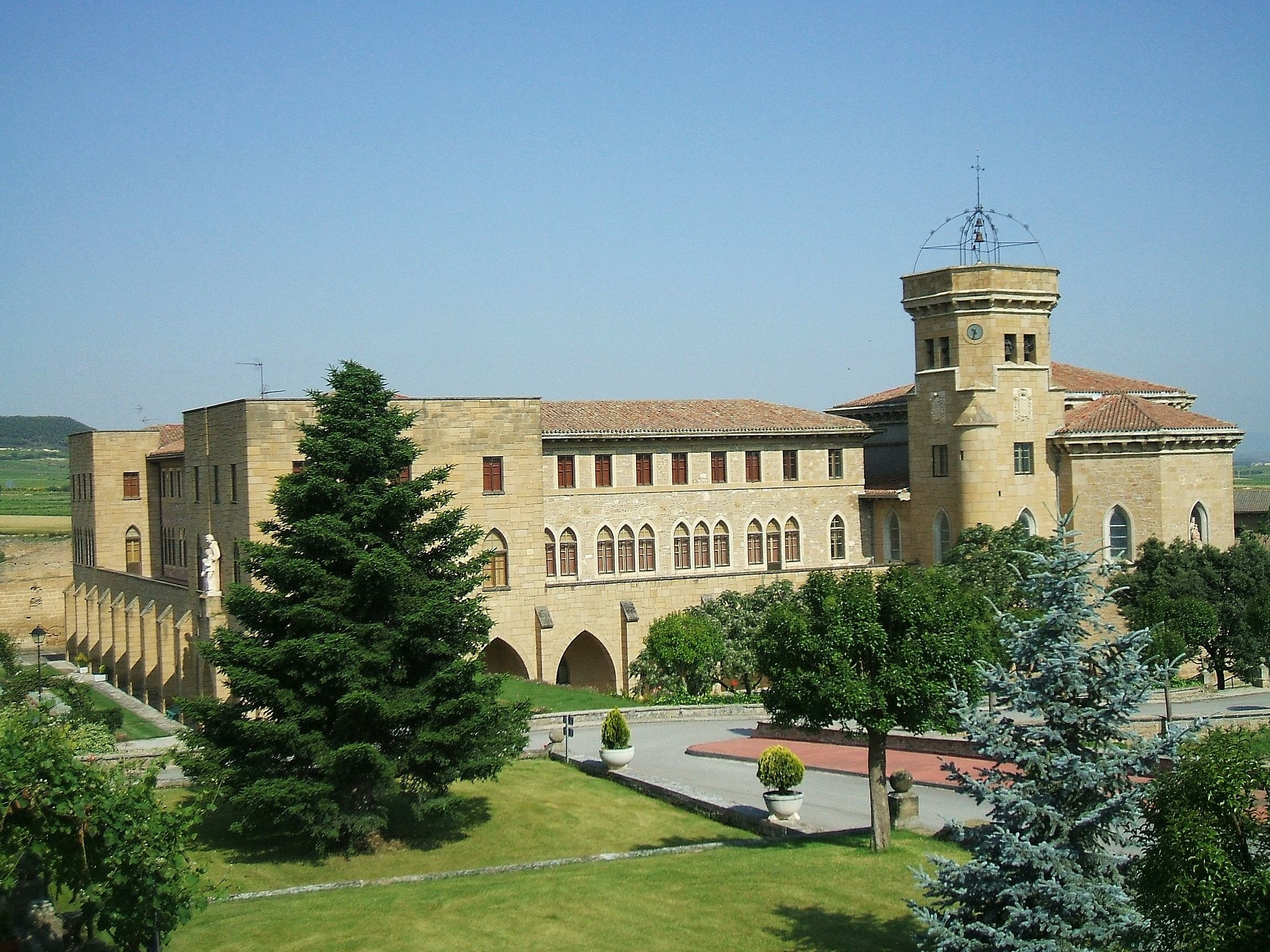
Monasterio de Santa María de la Estrella

#### Casas blasonadas
Cuenta con muchas casonas de piedra de los siglos XVII y XVIII, adornadas con aleros, balcones y escudos nobiliarios.
- Calle Jesús Ceballos, 10: del siglo XVIII. Dividida en tres plantas, tiene fachada entre pilastras, con portada adintelada con zapatas en los ángulos; vanos de placa y oreja, mensulones labrados para balcones y escudo acuartelado.
- Calle de La Cruz, 8
- Casa de la calle Fernando Torres, 26: del siglo XVII, es de estilo barroco. Dividida en dos plantas, tiene fachada marcada por pilastras; cornisas, vanos y portadas de placa; oreja y cornisa de alero labrada; escudo acuartelado y pequeña bodega interior. Es la única que sigue estando habitada por sus herederos.

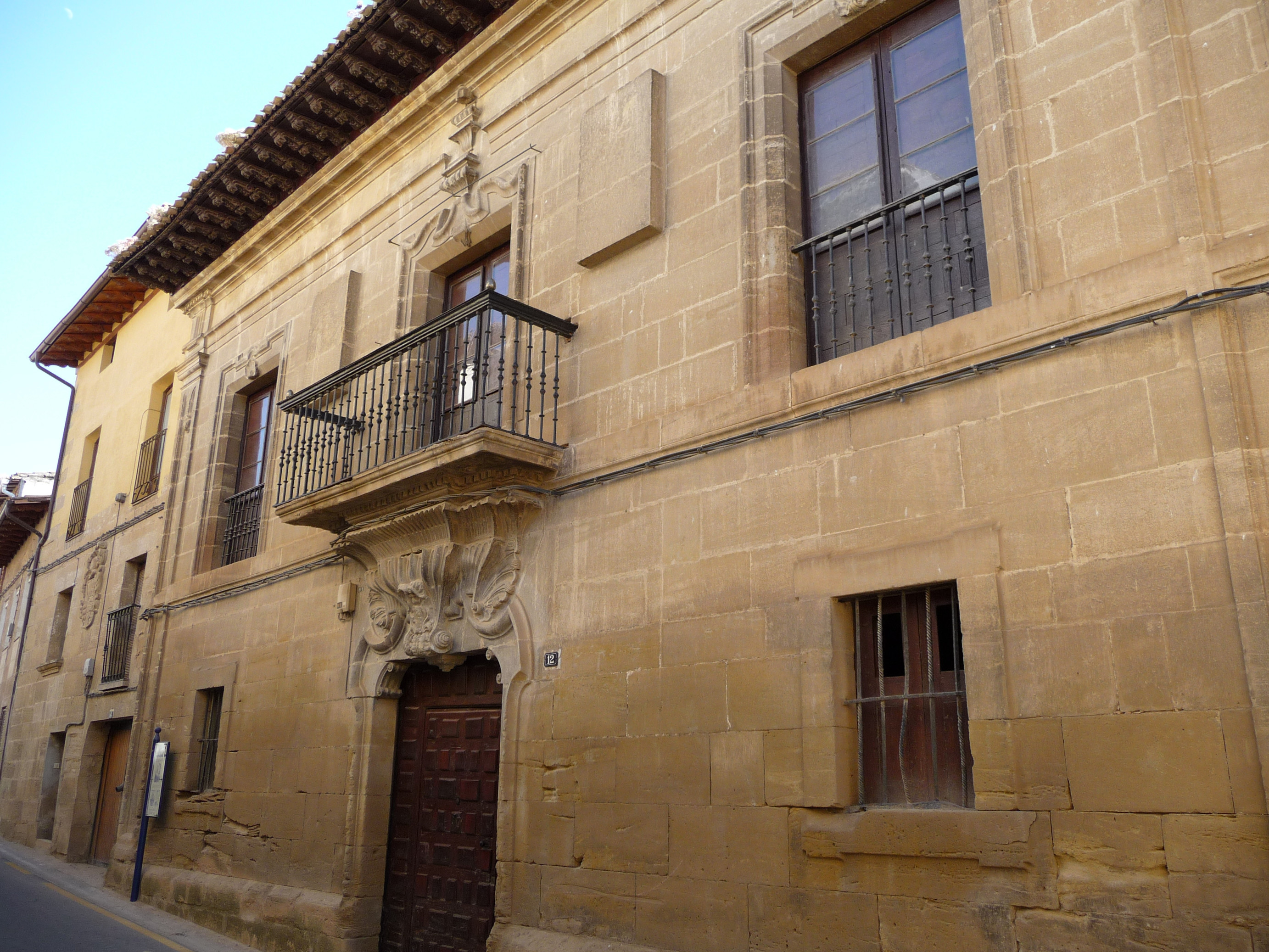
Casa de la calle José Iturmendi, 12.

- Casa de la calle Horno Nuevo, 11: del siglo XVIII. Dividida en tres plantas, tiene una portada adintelada moldurada; una gran puerta y vanos de orejas; balcón sobre mesulón; vanos de moldura mistilineo y escudo acuartelado.
- Casa de la calle Felipe Corres esquina Horno Viejo, 15
- Casa de la calle José Iturmendi, 12
- Casa de la calle José Iturmendi, 13

### Museos
La vista: Centro sensorial del vino que pretende ofrecer una nueva visión de éste a través de imágenes y audiovisuales. El centro está destinado a cursos, presentaciones y catas. Está situado en un edificio rehabilitado de 498 metros en el Barrio de las Bodegas y fue inaugurado el 20 de mayo de 2008.

## Economía
En gran parte de los terrenos de cultivo se planta vid, con cuyo fruto se preparan vinos en las numerosas bodegas de la localidad.
Existe una pequeña planta de energía solar fotovoltaica que produce 30 kilovatios. El ayuntamiento estima que estará amortizada en cinco años y a partir de entonces proporcionara ingresos al municipio.
Desde 2007 cuenta con un pequeño hotel de tres estrellas en una casa solariega del siglo XVIII.

### Evolución de la deuda viva
El concepto de deuda viva contempla sólo las deudas con cajas y bancos relativas a créditos financieros, valores de renta fija y préstamos o créditos transferidos a terceros, excluyéndose, por tanto, la deuda comercial.
| Gráfica de evolución de la deuda viva del ayuntamiento entre 2008 y 2014                             |
| |
| Deuda viva del ayuntamiento en miles de Euros según datos del Ministerio de Hacienda y Ad. Públicas. |

La deuda viva municipal por habitante en 2014 ascendía a 309,24 €.

## Seguridad ciudadana
Cuenta con Casa Cuartel de la Guardia Civil.

## Fiestas y celebraciones

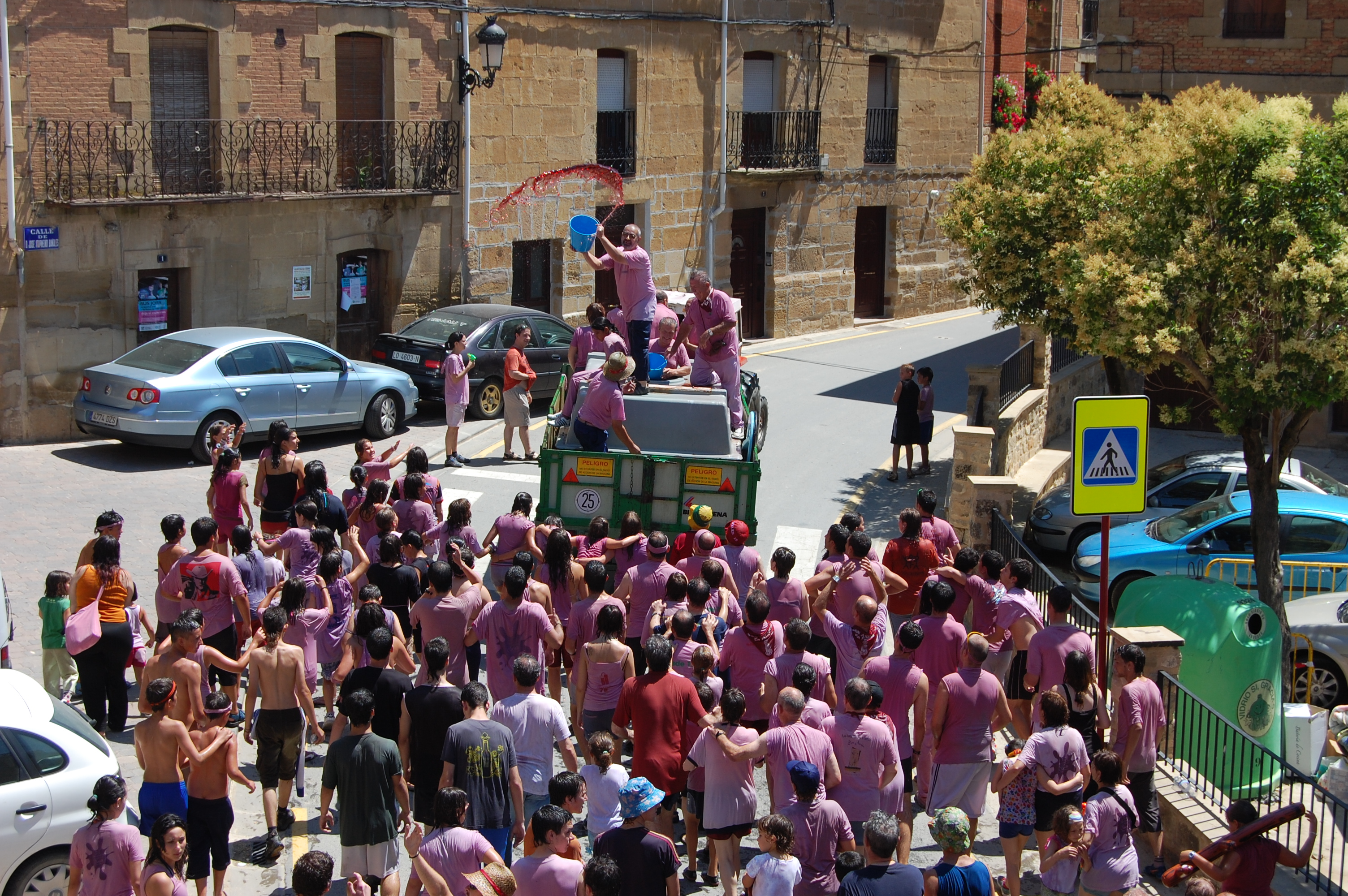
Batalla del clarete.

- El primer domingo de abril tras el domingo de Resurrección se realiza una romería a Davalillo.
- El 14 de mayo se realiza la hoguera de San Isidro y al día siguiente la fiesta de los labradores.
- El domingo más cercano al 25 de julio se celebra la batalla del clarete. Se realiza a las 12 de la mañana en el barrio de las bodegas. En 2017 cumplía su cuarenta edición y fue celebrada con la asistencia de más de mil personas.[11]
- El primer sábado de septiembre, dan comienzo las fiestas patronales en honor de la virgen de Davalillo, las cuales duran una semana, hasta el domingo siguiente dedicado a las personas de la tercera edad.